# Capella de la Mare de Déu del Roser (Sant Climent de Llobregat)
La Capella de la Mare de Déu del Roser o Ermita del Roser és una ermita situada a Sant Climent de Llobregat que forma part de l'Inventari del Patrimoni Arquitectònic de Catalunya i es va construir l'any 1958.

## Descripció
Es tracta d'una edificació d'una sola nau, de planta rectangular, acabada amb un absis semicircular a l'estil de les capelles romàniques. L'absis està situat sobre un sòcol de pedra. Les parets estan dividides, per la part exterior, per tres contraforts simulats. Aquests, al seu torn, divideixen la paret en dos: entre els contraforts laterals s'inscriu una finestra, mentre a l'absis s'obren dos. Davant de l'entrada, a la part frontal, hi ha dos esglaons i a la part superior de la porta un petit sostre de fusta. El sostre de l'ermita és a dos vessants i el de l'absis circular. També al sostre, a la part davantera hi ha un campanar d'espadanya.

## Història
El 1952, "recordant els feligresos, amb nostàlgia, l'anterior existència de dues ermites a Sant Climent, quan en aquell moment no en tenien cap", s'envia una instància al bisbat sol·licitant el permís eclesiàstic per edificar una ermita dediacada a la Mare de Déu del Roser. Joan Pagés Esteve i Cristina Riera ofereixen el terreny necessari per al seu enclavament. El lloc és un terreny situat a la cimera de la muntanya que domina la població, al costat de l'antic camí reial, amb una extensió d'unes 21 hectàrees. El 1955, el rector Mn. Isidre Puig envia una instància sol·licitant l'aprovació del projecte realitzat per l'arquitecte Armand Mas, que s'aprovarà sis mesos més tard. A continuació, es fa la benedicció i col·locació de la primera pedra. Poc temps després, però, s'envia una nova instància d'aprobació d'un nou projecte executat per l'arquitecte municipal Joan Amat, doncs l'anterior resultava massa costós. Encara passaran dos anys fins al 1957, quan el Bisbat aprova el projecte.

### Remodelació i aplec
El 19 d'octubre de 1958 es fa la benedicció de l'Ermita dedicada a la Mare de Déu del Roser. Posteriorment, l'any 1985 va ser remodelada. Des d'aleshores, cada any, el primer diumenge d'octubre, se celebra tradicionalment un aplec a l'Ermita. La sardana L'ermita del Roser, del mestre Tomàs Gil i Membrado, és dedicada a l'indret, on se celebra un aplec.
S'arriba a l'ermita a través d'un camí que neix prop del cementiri. Però, segons sostenen alguns investigadors, es tractaria d'una antiga via secundària que travessava la Via Augusta a l'altura de la Granada, a la comarca del Penedès. Aquest camí es va reconvertir durant l'edat mitjana en una carrerada per conduir ramats i abastar-los en zones de pastura. De fet, el topònim de la Carrerada ha perdurat i denomina el camí que puja des del cementiri de Sant Climent fins a l'Ermita del Roser i que continua fins a arribar a la masia de Can Bruguera i a la Roca del Barret a Begues.

## Festa del Roser
A l'aplec de l'Ermita del Roser del primer cap de setmana d'octubre se celebren diversos actes festius, entre els quals, un sopar de germanor, l'actuació de diversos grups musicals, la missa de diumenge, un dinar popular i jocs per a la mainada. Per arribar-hi se surt des de la Plaça de la Vila de Sant Climent de Llobregat, per continuar pel camí del Marí fins al coll del cementiri. Just abans de començar la baixada cap al cementiri s'agafa una pista forestal a mà dreta. Es tracta del Camí Ral que arriba fins al terme municipal de Begues. El camí forma part del típic bosc mediterrani (pi blanc, alzines, roures, ginesta) fins a arribar a un petit turó on es troba l'Ermita del Roser.